# Talitha Getty
Talitha Getty, née Pol, le 18 octobre 1940 à Mojokerto aux Indes orientales néerlandaises et morte le 11 juillet 1971 à Rome en Italie, est un mannequin, actrice et personnalité mondaine de nationalité néerlandaise considérée comme une icône de la mode à la fin des années 1960 et étroitement associée à la ville de Marrakech au Maroc dans les dernières années de sa vie. Elle passe la majeure partie de son existence en Angleterre. Son époux, John Paul Getty Jr., héritier du magnat du pétrole J. Paul Getty, est un milliardaire américain et philanthrope ayant grandi à San Francisco et naturalisé britannique en 1997.

## Biographie
Talitha Dina Pol naît à Java, alors île des Indes orientales néerlandaises et aujourd'hui territoire indonésien. Elle est la fille de deux artistes néerlandais qui se sont rencontrés en 1931, Willem Jilt Pol (nl) (1905–1988) et Arnoldine Adriana Mees (nl) (1908–1948), surnommée Adine.
Durant la Seconde Guerre mondiale, la très jeune Talitha Pol et sa mère sont internées dans un camp japonais de prisonniers, son père étant interné dans un camp différent. Après-guerre ses parents se séparent et Talitha Pol déménage avec sa mère en Angleterre. Jamais remise d'une infection pulmonaire contractée lors de sa captivité pendant la guerre, sa mère en meurt à La Haye en 1948 à l'âge de quarante ans et Talitha part vivre chez son père installé d'abord à Paris puis dans le sud de la France, où elle passe son adolescence dans les années 1950.
Le père de Talitha Pol se remarie en 1952 avec Poppet John (1912–1997), fille du peintre Augustus John, un post-impressionniste, figure centrale du monde de la mode et de la culture tziganes. Talitha est donc la belle-petite-fille d'Augustus John et de sa deuxième épouse, la muse Dorelia McNeill (en) (1881–1969), une icône de la mode dans les premières années du XXe siècle.
Par Evelyn Sainte Croix Fleming, née Rose, la mère de Ian Fleming devenue veuve, Augustus John a une fille, Amaryllis Fleming (en) (1925–1999), qui devient une violoncelliste réputée et est la belle-tante de Talitha Pol.
Talitha Pol étudie à la Royal Academy of Dramatic Art (RADA) de Londres. L'écrivain et journaliste Jonathan Meades (en) se souvient, qu'après sa première visite à Londres en 1964, il voit Talitha Pol accompagnée de sa belle-mère à la Seal House, la maison de Vivien, sœur de Poppet John, dans la rue londonienne de Holland Park. Meades estime qu'elle est « la plus belle jeune femme que j'ai jamais vue… Je restais bouche bée, incapable de dissimuler mon étonnement ». En 1988, Lord Woodrow Wyatt, du Parti travailliste et ancien membre du Parlement du Royaume-Uni, faisant référence au « succès avec les femmes » de Lord Antony Lambton, ancien ministre du gouvernement et membre du Parti conservateur, se remémore l'année 1963, époque durant laquelle Talitha Pol tourne en Yougoslavie dans le film Les Drakkars de Jack Cardiff.

« Il y avait cette Talitha Pol qui était très mignonne et avait une petite activité de starlette en Yougoslavie ; et il est venu et a séjourné à l'hôtel, lui envoyant d'énormes bouquets de fleurs toutes les deux heures puis s'est présenté à elle avec des cadeaux »

En 1965, le danseur Rudolf Noureyev tombe aussi sous le charme de Talitha Pol. D'après Julie Kavanagh, la biographe de Noureyev, ils sont épris l'un de l'autre à un tel point que Noureyev dit « ne s'être jamais senti autant remué érotiquement par une femme » et déclare à plusieurs amis qu'il souhaite épouser Talitha. Malheureusement, par la suite, Noureyev ne peut assister à un dîner donné par Claus von Bülow, au cours duquel Talitha et lui doivent être assis côte à côte. Claus von Bülow propose alors la place disponible à John Paul Getty Jr., fils de son employeur, le magnat du pétrole J. Paul Getty. Talitha Pol et John Paul Getty Jr. entament, dès ce dîner, une relation qui les conduit à leur mariage en 1966.

### Mariage avec John Paul Getty
Talitha Pol devient la deuxième épouse de John Paul Getty Jr. le 10 décembre 1966. Sa tenue de mariage est une minijupe en velours blanc garnie de fourrure de vison blanc. Le couple Getty devient une figure du swinging London, nouant des amitiés avec, parmi d'autres personnalités, le chanteur Mick Jagger des Rolling Stones et sa petite amie du moment, Marianne Faithfull. Peu après leur mariage, le couple achète le « palais Zahia », un riad de Marrakech construit au XIXe siècle.
Marianne Faithfull se souvient de son appréhension au sujet d'une invitation à passer cinq semaines au Maroc avec les Getty, liée à son « agoraphobie enracinée… mais pour Mick c'est une partie essentielle de sa vie ». Après sa séparation de Mick Jagger, elle commence à s'engager avec l'amant de Talitha Getty, un comte dénommé Jean de Breteuil, jeune aristocrate français pourvoyeur de drogue auprès de personnes du spectacle comme Jim Morrison des Doors, Keith Richards et Marianne Faithfull qui écrit d'ailleurs que Breteuil « se voit comme le dealer des stars »,, et clame qu'il a fourni la drogue qui a accidentellement tué Jim Morrison huit jours avant la mort de Talitha Getty. De son côté, Keith Richards se souvient que les Getty « avaient l'opium le meilleur et le plus fin ».
Celia Birtwell (en), la designer textile mariée à Ossie Clark (en) se souvient de Talitha Getty comme de l'une des nombreuses « beautiful people » accueillies chez elle à la fin des années 1960, tandis que le couturier Yves Saint Laurent, ami de Talitha qu'il connaît depuis 1967 et dont elle est l'une des égéries, associe le couple Getty au roman Les Heureux et les Damnés écrit en 1922 par F. Scott Fitzgerald. Parmi d'autres personnalités glamour des Sixties, le styliste Michael Rainey (en), fondateur de la boutique Hung on You (en) dans le quartier londonien de Chelsea, et sa femme Jane Ormsby-Gore, fille de David Ormsby-Gore, ambassadeur britannique aux États-Unis pendant l'ère Kennedy, ont passé du bon temps chez les Getty à Marrakech entre leur déménagement de l'île de Gozo et leur emménagement dans la région des marches galloises.

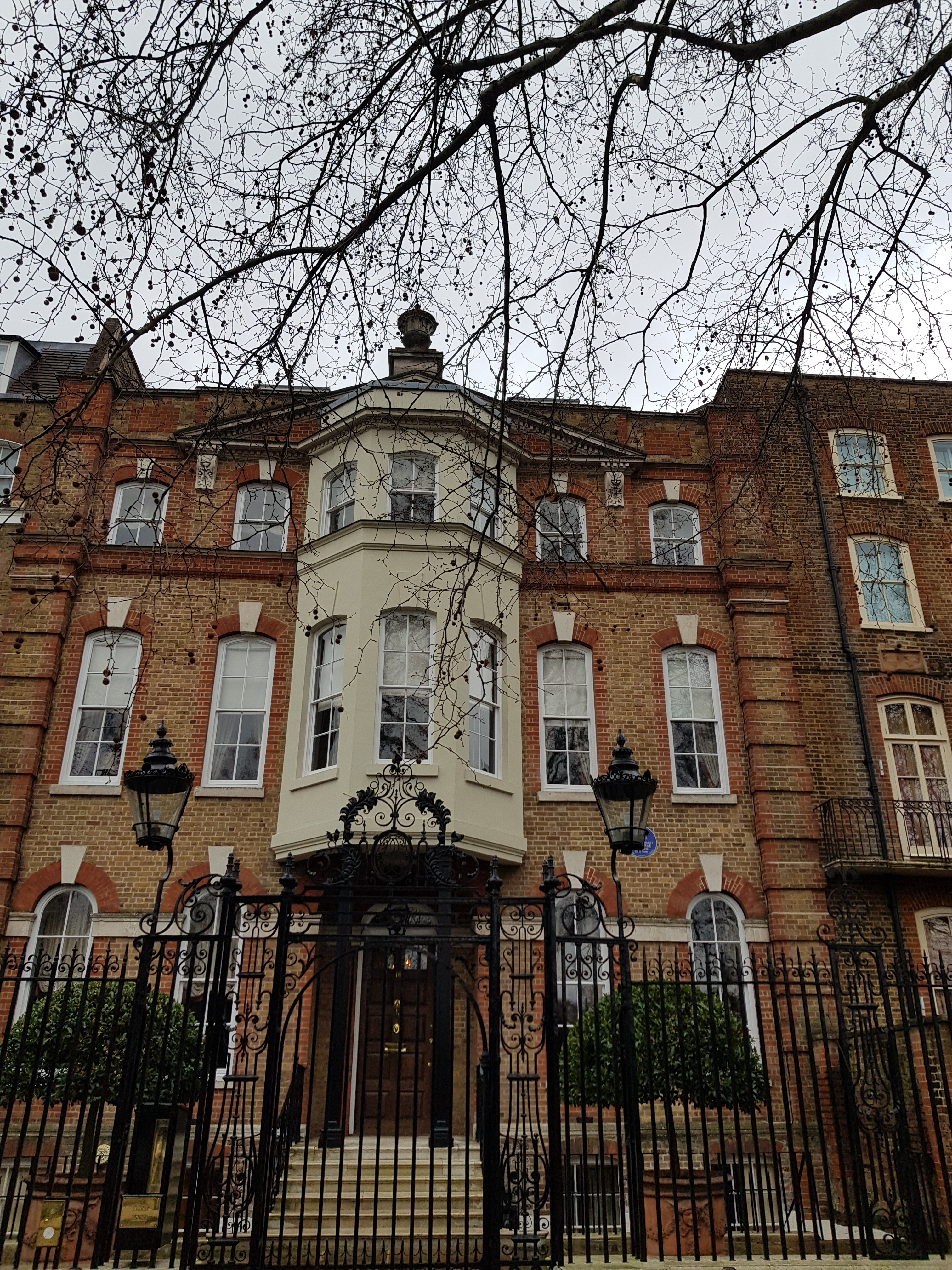
Tudor House située au No 16 Cheyne Walk à Chelsea.

Décrit comme « un play-boy exubérant, conduisant des voitures rapides, buvant beaucoup, expérimentant diverses drogues et s'acoquinant avec des starlettes torrides », John Paul Getty délaisse pendant cette période la filiale italienne de l'entreprise familiale, la Getty Oil Italiana, au grand dam de son père. Toutefois, plus tard, il devient un philanthrope et, étant citoyen américain, est anobli par un titre honorifique de chevalier commandeur de l'Empire britannique (KBE) en 1986. Il abandonne ensuite la citoyenneté américaine au profit de la britannique en 1997. Son luxueux yacht, construit en 1929 et rénové en 1994, s'appelle Talitha G.
En juillet 1968, les Getty ont un fils qu'ils prénomment Tara Gabriel Gramophone Galaxy (en). Abandonnant ses troisième et quatrième prénoms, et prenant la citoyenneté irlandaise en 1999 (la dynastie Getty est originaire du comté de Derry au XVIIIe siècle), Tara devient un écologiste reconnu en Afrique. Sa femme Jessica Kelly, une femme de chambre rencontrée à Verbier qu'il épouse en octobre 1998, et lui ont trois enfants dont une fille prénommée Talitha.
En 1969, les Getty mènent en Italie et au Maroc une vie dissolue qui commence à peser sur Talitha. Elle souhaite retourner en Angleterre et y poursuivre les cures pour traiter ses addictions à l'alcool et l'héroïne. Paul et elle sont de nature infidèle en amour. Paul a pour maîtresse Victoria Holdsworth (en) avec laquelle il se marie en 1994 et il ne montre aucun désir d'arrêter les drogues et l'alcool. Paul accepte une séparation et offre une maison à sa femme et son fils, la Tudor House située au 16 Cheyne Walk dans le quartier de Chelsea à Londres. Au début de l'année 1970 Talitha est abstinente et mène une vie sociale active à Londres.

### La photo de Marrakech
Talitha Getty est connue pour la fameuse photo d'elle, prise par Patrick Lichfield sur le toit-terrasse de son riad de Marrakech en janvier 1969,, vêtue d'une jupe-culotte (en) et de bottes blanches, rehaussées d'un caftan multicolore avec, debout en arrière-plan, son mari portant des lunettes de soleil et un burnous à capuche relevée. Cette photographie appartient à la collection de la National Portrait Gallery de Londres.
La photo, caractéristique de la mode hippie de l'époque, est devenue au fil du temps une référence à ce qui est nommé le « hippie chic », voire le « boho-chic » ou encore par personnalisation, la « Talitha Getty touch ». La photo est publiée en janvier 1970 dans le magazine Vogue puis à nouveau dans l'édition de septembre 1999 du même magazine.

### Carrière cinématographique
Ayant fréquenté la Royal Academy of Dramatic Art et se destinant initialement à devenir actrice, Talitha Pol joue dans plusieurs films entre 1962 et 1968. Après son mariage, elle met sa carrière d'actrice entre parenthèses et sa dernière apparition est dans le film Barbarella de Roger Vadim avec Jane Fonda, dans lequel elle fait un caméo dans le rôle d'une femme fumant le narguilé et n'est pas créditée au générique du film.

### Mort
Après des années de vie séparée, Talitha Getty demande à son mari la possibilité de divorcer au cours du printemps 1971. Ce dernier, toujours amoureux, la supplie de venir à Rome dans l'espoir d'une réconciliation. Talitha, informée par ses avocats que la procédure de divorce sera plus aisée si elle peut prouver qu'elle a tenté de se réconcilier avec son mari, s'envole donc pour Rome le 10 juillet 1971. Couchée à trois heures du matin le 11 juillet, elle ne se réveille pas et est trouvée vers midi par son mari dans un état comateux dans le lit de la chambre conjugale de Getty située dans le palais Muti Bussi (it) sur la place d'Aracoeli (en), victime d'une overdose d'héroïne. Immédiatement transportée en ambulance dans une clinique privée, la Villa del Rosario, elle ne peut pas être réanimée et est déclarée morte dans la soirée. Toutefois, il est précisé sur le certificat de décès que la cause de la mort est un arrêt cardiaque avec une forte concentration d'alcool et de barbituriques dans le sang. La presse italienne spécule alors sur le fait que l'addiction à l'héroïne de Paul a causé la rechute de Talitha. Une autopsie menée huit mois après sa mort trouve des traces d'héroïne dans son corps, mais l'héroïne pouvant persister dans un organisme vivant durant plusieurs mois, l'héroïne trouvée peut dater d'avant le sevrage de Talitha. En décembre 1971, les autorités italiennes, découvrant qu'en réalité Talitha Getty a succombé des suites d'une prise massive d'héroïne, annoncent qu'elles ouvrent en mars 1972 une enquête sur les causes de sa mort, demandant à interroger Paul Getty. Effrayé à l'idée que sa poursuite de l'usage d'héroïne puisse le conduire à son arrestation et son inculpation pour homicide, Getty quitte le pays en février 1972 pour se réfugier au Royaume-Uni et ne retournera jamais en Italie.
Dans la période entourant la mort de Talitha Getty, et en l'espace de seulement treize mois, de nombreuses icônes des années 1960 disparaissent comme Jimi Hendrix, Janis Joplin, Jim Morrison et Edie Sedgwick. Son ami Brian Jones des Rolling Stones avec lequel elle a passé du temps dans son riad de Marrakech, précède Jim Morrison de deux ans, jour pour jour, dans la mort.
Talitha Getty est initialement inhumée au cimetière de Verano à Rome puis est ensuite réinhumée dans la sépulture de sa mère au cimetière Dorpskerk Begraafplaats de la ville de Wassenaar, située à moins de dix kilomètres de La Haye, dans la province de Hollande-Méridionale aux Pays-Bas.

### Hommages posthumes
Yves Saint Laurent et Pierre Bergé rencontrent le couple Getty pour la première fois durant des vacances en 1967 au Maroc et deviennent voisins dans la ville marocaine sur les conseils des Getty. Pierre Bergé déclare en 2016 au sujet de Talitha Getty.

« Talitha a apporté une espèce de souffle comme ça, une tornade avec elle en épousant John Paul Getty Jr., elle a emmené dans cette famille et dans ce monde-là une grande nouveauté. Elle était une femme très belle qui n'avait pas la moindre idée de s'habiller dans une maison de couture bien qu'elle en ait largement les moyens mais qui s'habillait comme ça, un peu hippie. Elle était très touchante, elle était jolie, oui elle était tout ça. Mais c'était surtout un personnage complètement libre et ça, c'est très important. »

— Pierre Bergé, L'Officiel, 2016.

« J'ai connu la jeunesse des années soixante, Talitha et Paul Getty allongés sur une terrasse illuminée par les étoiles à Marrakech. Beaux et maudits. Toute une génération unie pour l'éternité lorsque le rideau du passé semblait s'effacer face à un futur extraordinaire… »

— Yves Saint Laurent, 1984.

« Elle était une sorte de sirène merveilleuse, une sirène qui n'avait pas réalisé à quel point elle était irrésistible. Elle était restée très enfantine, une enfant blessée. »

— Christopher Gibbs (en).
En 1993, Paul Getty baptise son nouveau yacht Talitha G (en) en mémoire de sa défunte épouse. Aujourd'hui le yacht, désormais nommé Talitha, sillonne toujours les mers et appartient à son fils Mark Getty (en), cofondateur de Getty Images,.

## Number One
La mort de Talitha Getty fait l'objet d'une adaptation cinématographique dramatique, le polar italien Number One sorti en 1973. Ce film, dont les personnages principaux portent parfois des pseudonymes de personnes réelles de la jet set vivant à Rome dans les années 1970, disparaît assez rapidement des salles de cinéma en raison de ses références flagrantes à l'affaire Getty et au véritable nightclub Number One, temple de la fête des nuits romaines,,. Talitha Getty est représentée sous les traits de « Deborah Garner », jouée par l'actrice Josiane Tanzilli (it). John Paul Getty jr. est représenté sous les traits de « Teddy Garner Jr. », joué par l'acteur Paolo Malco. La mort de Talitha Getty sert de trame à une enquête dans le milieu des trafiquants de drogue et du vol d'œuvres d'art dont le quartier général est un nightclub, le Number One. En 2020, des négatifs du film font leur apparition. Le Centro sperimentale di cinematografia et la Cineteca Nazionale restaurent le film en collaboration avec la chaîne de télévision cinéphile Cine34 (it). Le film est à nouveau présenté au public lors du 39e Festival du film de Turin à Turin en novembre 2021.

## Filmographie sélective
- 1962 : Village of Daughters (en) de George Pollock, rôle de Gioia Spartaco
- 1964 : The Comedy Man (en) d'Alvin Rakoff, une actrice durant la fête
- 1964 : We Shall See (en) de Quentin Lawrence (en), rôle de Jirina
- 1964 : Dans les mailles du filet de Michael Winner, rôle d'Helga
- 1964 : Les Drakkars de Jack Cardiff, une femme du harem (non créditée)
- 1965 : Le démon est mauvais joueur de J. Lee Thompson, rôle de Claudine
- 1968 : Barbarella de Roger Vadim, une fumeuse de narguilé (non créditée)